# Syntaphilin
Syntaphilin‏ (Syntaphilin) هوَ بروتين يُشَفر بواسطة جين Syntaphilin في الإنسان.